# Заберезье (Брестский район)
Заберезье (бел. Забярэззе) — деревня в Брестском районе Брестской области Белоруссии, в 17 км к северо-востоку от Бреста. Входит в состав Чернинского сельсовета.

## География
Деревня Заберезье расположена на краю болота, между деревнями Велюнь и Залесье.

## Транспорт
Связана с деревней Велюнь просёлочной дорогой. Постоянного маршрутного сообщения с крупными населёнными пунктами нет.

## Инфраструктура
Деревня Заберезье насчитывает 10 дворов, улиц не имеет.

## История
В XIX веке — фольварк Збироговской волости Кобринского уезда Гродненской губернии.
В 1890 году — владение М. Бекмана.
После Рижского мирного договора 1921 года — в составе гмины Збироги Брестского повята Полесского воеводства Польши, 3 двора.
С 1939 года — в составе БССР.